# Université Post
L'université Post (en anglais : Post University) est une université privée située à Waterbury dans le Connecticut aux États-Unis.

## Historique
Fondé en 1890 sous le nom de Post College, l'établissement a été affiilié à l'université Teikyō de 1990 à 2004. Durant cette période, il fut rebaptisé Teikyo Post University.

## Source
- (en) Cet article est partiellement ou en totalité issu de l’article de Wikipédia en anglais intitulé « Post University » (voir la liste des auteurs).